# Михалёвский сельский округ (Лотошинский район)
Михалёвский сельский округ — упразднённая административно-территориальная единица, существовавшая на территории Лотошинского района Московской области в 1994—2006 годах.
Михалёвский сельсовет был образован в 1929 году в составе Лотошинского района Московского округа Московской области путём объединения Натальинского и Урусовского с/с бывшей Раменской волости.
17 июля 1939 года к Михалёвскому с/с был присоединён Старолисинский с/с (селения Старое Лисино и Лужки).
28 декабря 1951 года из Высочковского с/с в Михалёвский было передано селение Высочки.
14 июня 1954 года к Михалёвскому с/с был присоединён Высочковский с/с.
1 февраля 1963 года Лотошинский район был упразднён и Михалёвский с/с вошёл в Волоколамский укрупнённый сельский район.
14 января 1964 года из Михалёвского с/с в Монасеинский были переданы селения Стрешневы Горы и Редькино.
11 января 1965 года Лотошинский район был восстановлен и Михалёвский с/с вновь вошёл в его состав.
21 января 1975 года в Михалёвском с/с было упразднено селение Поречье.
24 июля 1986 года к Михалёвскому с/с был присоединён Кульпинский с/с.
3 февраля 1994 года Михалёвский с/с был преобразован в Михалёвский сельский округ.
28 октября 1998 года в Михалёвском с/о была упразднена деревня Алферьево.
В ходе муниципальной реформы 2005 года Михалёвский сельский округ прекратил своё существование как муниципальная единица, а его территория в полном составе была передана в городское поселение Лотошино.
29 ноября 2006 года Михалёвский сельский округ исключён из учётных данных административно-территориальных и территориальных единиц Московской области.